# Північні Маріанські Острови
Північні Маріанські Острови (англ. Northern Mariana Islands), офіційна назва Співдружність Північних Маріанських Островів (чам. Sankattan Siha Na Islas Mariånas) — співдружність у політичному союзі зі Сполученими Штатами Америки, розташована у стратегічно важливому місці у західній частині Тихого океану. Складається з 15 островів; їх географічні координати — 15°1′2″ пн. ш., 145°4′5″ сх. д. Населення островів становить близько 80 тис. жителів. Загальна площа суші всіх островів — 463,63 кв. км. На островах зберіглося кілька активних вулканів.

## Історія
Маріанські острови були відкриті експедицією Фернана Магеллана 6 березня 1521 року. Там аборигени чаморро, що жили на стадії первісно-общинного ладу, викрали в іспанців човен, і Магеллан назвав ці острови «Las Islas de los Ladrones» — тобто «Острови злодіїв», або «Розбійницькі острови». Хоча ці острови були оголошені володінням Іспанії ще в XVI столітті, практично контроль над ними іспанці почали встановлювати тільки з 1668 року. Там висадилися іспанські ченці-єзуїти, перейменували острови на Маріанські, «Las Islas Marianas», або «Las Marianas» на честь Маріанни Австрійської, і почали навернення аборигенів у християнську віру.
За договором від 12 лютого 1899 року Німеччина купила Маріанські острови в Іспанії за суму, еквівалентну 4,5 млн $ (окрім Гуаму, який формально був у складі США — найбільшого та найбільш південного острова Маріанського архіпелагу). Німці почали створювати на островах плантації, однак їхнє панування було недовгим — у Першу світову війну Маріанські острови (як і сусідні Каролінські та Маршаллові, також куплені Німеччиною в Іспанії 1899 року) були окуповані Японією, яка за Версальським договором отримала їх згідно з мандатом Ліги Націй.
Японці активно розвивали на островах плантації цукрової тростини, а також кокосових пальм, тютюну та цитрусових і проводили цілеспрямовану політику заселення островів японцями та силоміць асимілювали аборигенів (серед них і методом примусового фізичного змішування аборигенок з японськими поселенцями). Під час Другої світової війни американські війська захопили Маріанські й інші тихоокеанські острови, а після її закінчення японські поселенці були депортовані до Японії. Каролінські ж, Маршаллові та Маріанські острови за рішенням ООН були передані 1947 року під опіку США.
Співдружність Північні Маріанські Острови було створено 1976 року в процесі розділу «Підопічної території ООН Тихоокеанські острови». На відміну від Маршаллових і Каролінських Островів, Маріанські вирішили відмовитися від державної незалежності, прагнучи тільки до внутрішнього самоврядування. З 9 січня 1978 року набула чинності Конституція співдружності ПМО. 4 листопада 1986 року набула чинності остаточна угода про політичний союз Північних Маріанських Островів зі США. У 2007—2008 роках були внесені зміни в договір про політичний союз між Співдружністю Північних Маріанських Островів і США, які наближають закони Співдружності до вимог США, у тому числі про поступове підвищення мінімальної заробітної плати до розмірів, установлених у США, про вибори делегата до Палати представників у конгресі США та зміну імміграційних законів (останні зміни набули чинності 28 листопада 2009 року)

## Географія

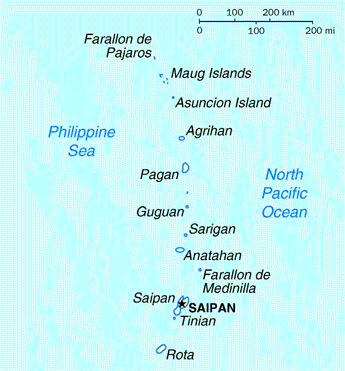
Мапа Північних Маріанських Островів

Північні Маріанські острови разом з островом Гуам на півдні становлять архіпелаг Маріанських островів. Південні острови вапнякові, з пласкими терасами та оперезані кораловими рифами.
Клімат Північних Маріанських островів — тропічний, пасатно-мусонного типу. Сезонні коливання температури незначні. Середньомісячні температури на Маріанах 24–29 °C. Сухий сезон з грудня по червень, дощовий сезон з липня по жовтень. Із серпня по листопад трапляються тайфуни.

## Геологія

### Вулканізм
Північні Маріанські острови мають вулканічне походження, на островах Анатахан, Паган і Агріхан розташовуються активні вулкани. Вулкан на острові Агріхан найвищий — 965 м. Вулкан Анатахан являє собою невеликий вулканічний острів за 130 км на північ від острова Сайпан, він 10 км завдовжки та 3 км завширшки. 10 травня 2003 року розпочалося перше виверження вулкану Анатахан з його східного кратера. Відтоді виверження чергуються з періодами затишшя. Під час виверження 6 квітня 2005 року в атмосферу було викинуто близько 51 000 м³ вулканічного пилу, унаслідок чого на півдні, над островами Сайпан і Тініан, утворилася величезна чорна хмара.

### Сейсмічність
Поверхня планети, що вкрита товщею вод Тихого океану поблизу Північних Маріанських Островів, характеризується підвищеною сейсмічністю. Так, 14 серпня 2023 року, о 17 годині (за київським часом), поблизу островів, стався потужний землетрус з магнітудою 6,1 за шкалою Ріхтера. Згідно з повідомленням Геологічної служби США, осередок стихійного лиха був зафіксований за 276 км від міста Сан Хосе.

## Політичний устрій
Співдружність із внутрішнім самоврядуванням. Уродженці Північних Маріанських Островів мають підданство США і, на відміну від громадян, не мають права голосу на виборах президента США, Сенату і Палати представників США. Голова виконавчої влади — губернатор, який обирається населенням на 4-річний термін. Місцевий уряд складається з 10 директорів департаментів (міністерств), що призначаються губернатором. Законодавча влада — двопалатний парламент, що складається із Сенату (9 членів, що обираються на 4 роки) і Палати представників (20 членів, що обираються на 2 роки). Із січня 2009 року Співдружність Північних Маріанських Островів представлена в конгресі США в Палаті представників своїм делегатом без права голосу, з можливістю участі в роботі комітетів конгресу.

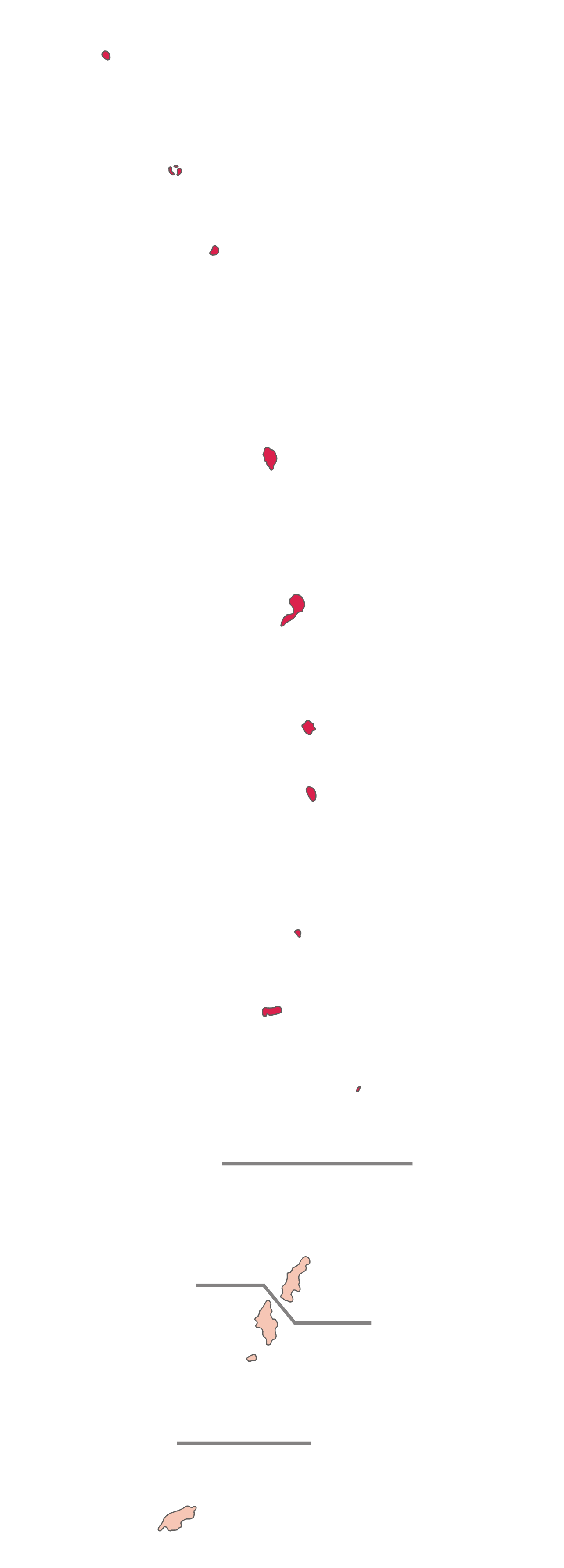
Адміністративна карта Північних Маріанських Островів

Маріанські Острови розділено на 4 муніципалітети:
| № | Муніципалітет    | Адміністративний центр | Площа, км² | Населення, чол. (2010) | Густота, чол./км² |
| - | ---------------- | ---------------------- | ---------- | ---------------------- | ----------------- |
| 1 | Північні острови | —                      | 154,75     | —                      | —                 |
| 2 | Сайпан           | Капітолійський пагорб  | 115,38     | 48 220                 | 417,92            |
| 3 | Тініан           | Сан-Хосе               | 108,11     | 3136                   | 29,01             |
| 4 | Рота             | Сонгсонг               | 85,39      | 2527                   | 29,59             |
|   | Разом            |                        | 463,63     | 53 883                 | 116,22            |

## Демографія
Чисе́льність населення — 88,6 тис. осіб (2009), 52,3 тис. осіб (2015). Річний приріст — 2,3 %. Народжуваність — 19 на 1000. Смертність — 2,3 на 1000. Імміграція — 7 на 1000 Дитяча смертність — 6,7 на 1000. Середня тривалість життя — 74 роки у чоловіків, 79 років у жінок. Грамотність — 97 %. Етнічний склад: азійці (філіппінці, китайці та ін.) 56,3 %, народи Океанії (в тому числі чаморро) 36,3 %, змішаного походження 4,8 %, білі 1,8 %, інші 0,8 % (за переписом 2000 року). Мови: філіппінські мови 24,4 %, китайська 23,4 %, чаморро (аборигенна) 22,4 %, англійська 10,8 %, мови народів Океанії 9,5 %, інші 9,6 % (за переписом 2000 року).
| Роки            | 2006   | 2007    | 2008    | 2009    | 2010    | 2012    | 2015    |
| --------------- | ------ | ------- | ------- | ------- | ------- | ------- | ------- |
| Населення, осіб | 82 459 | ▲84 546 | ▲86 616 | ▲88 662 | ▼53 883 | ▼51 395 | ▲52 344 |

## Економіка
Основа економіки Північних Маріанських Островів — іноземний туризм (до 0,5 млн туристів в рік, головно з Японії). Найбільшу популярність мають такі острови як: Сайпан, Тініан та Рота. У сфері обслуговування туристів безліч приїжджих працівників (філіппінців, китайців та ін.). На родючих вулканічних ґрунтах жителі вирощують цукрову тростину, кокоси й овочі, а також розводять худобу і свиней. Сільське господарство не забезпечує внутрішніх потреб; Вирощуються кокоси, фрукти та овочі. У невеликих масштабах — тваринництво і рибальство. Експорт майже відсутній, імпортуються: продовольство, промислові товари, паливо тощо. Суттєве значення мають фінансові дотації від США. Грошова одиниця — долар США.

## Культура
На Маріанських островах колишня аборигенна культура давно пішла в небуття, від неї залишилися лише окремі, нечітко помітні сліди. Її місце зайняв один із варіантів так званої іспанської колоніальної культури. Вплинули й десятиліття німецького, потім японського і, нарешті, американського панування. Чаморро давно вже носять одяг європейського типу, слабко збереглися традиційні елементи в їжі, начинні, житлі. Про колишні соціальні порядки аборигенів нагадує лише порівняно високе положення жінок (сліди матріархальних традицій). Колишні релігійні вірування не збереглися. Нинішні чаморро здебільшого католики. Однак, незважаючи на значні зміни в культурі, сучасне метисне населення Маріанських островів зберегло у відносній чистоті мову своїх океанійських предків.